# Enantiornis
Enantiornis es un género avialano extinto de Enantiornithes. La especie tipo y única actualmente aceptada, E. leali, proviene de la Formación Lecho del Cretácico Superior en El Brete, Argentina. Se describió a partir del espécimen PVL -4035, un coracoides, una escápula proximal y un húmero proximal hallados cerca uno del otro y que se sospecha que representan el hombro izquierdo de un solo individuo.